# Будинок Ковальова (Азов)
Будинок Ковальова (рос. Дом Ковалёва) — об'єкт культурної спадщини регіонального значення в місті Азов Ростовської області (Росія), розташований на вулиці Московській, 23. Охороняється законом згідно з Рішенням № 301 від 18.11.1992 року.

## Історія
У 1912 році в місті Азов був побудований двоповерховий будинок по вулиці Московській, 23. Будинок розташовувався навпроти музею, його власником і засновником був Г. I. Ковальов. Відразу після завершення будівництва у будинку розмістився універсальний технічний магазин Г. I. Ковальова, у якому городяни могли придбати електричні лампи, м'ясорубки, грамофони та грамофонні платівки, настінні та кишенькові годинники, брезентові мішки, велосипеди, швейні машинки і кавові млинки. Підвал свого будинку Г. I. Ковальов облаштував для збереження російських вин, а при самому магазині влаштував слюсарно-механічну майстерню.
Після жовтневого перевороту будівля належала різним міським установам, в ній знаходились: відділ запису актів громадянського стану, розташовувалися торгово-складські приміщенняу, працювала районна ощадна каса і держстрах СРСР.
Будинок Ковальова — одна з небагатьох пам'яток міста, яка збереглася у часи Німецько-радянської війни.

## Опис
Архітектура будинку Ковальова характеризується високими стелями, вікнами великих розмірів, балконами, які прикрашають ковані решітки з візерунками. Покриття даху зроблено у формі цибулини.

## Галерея

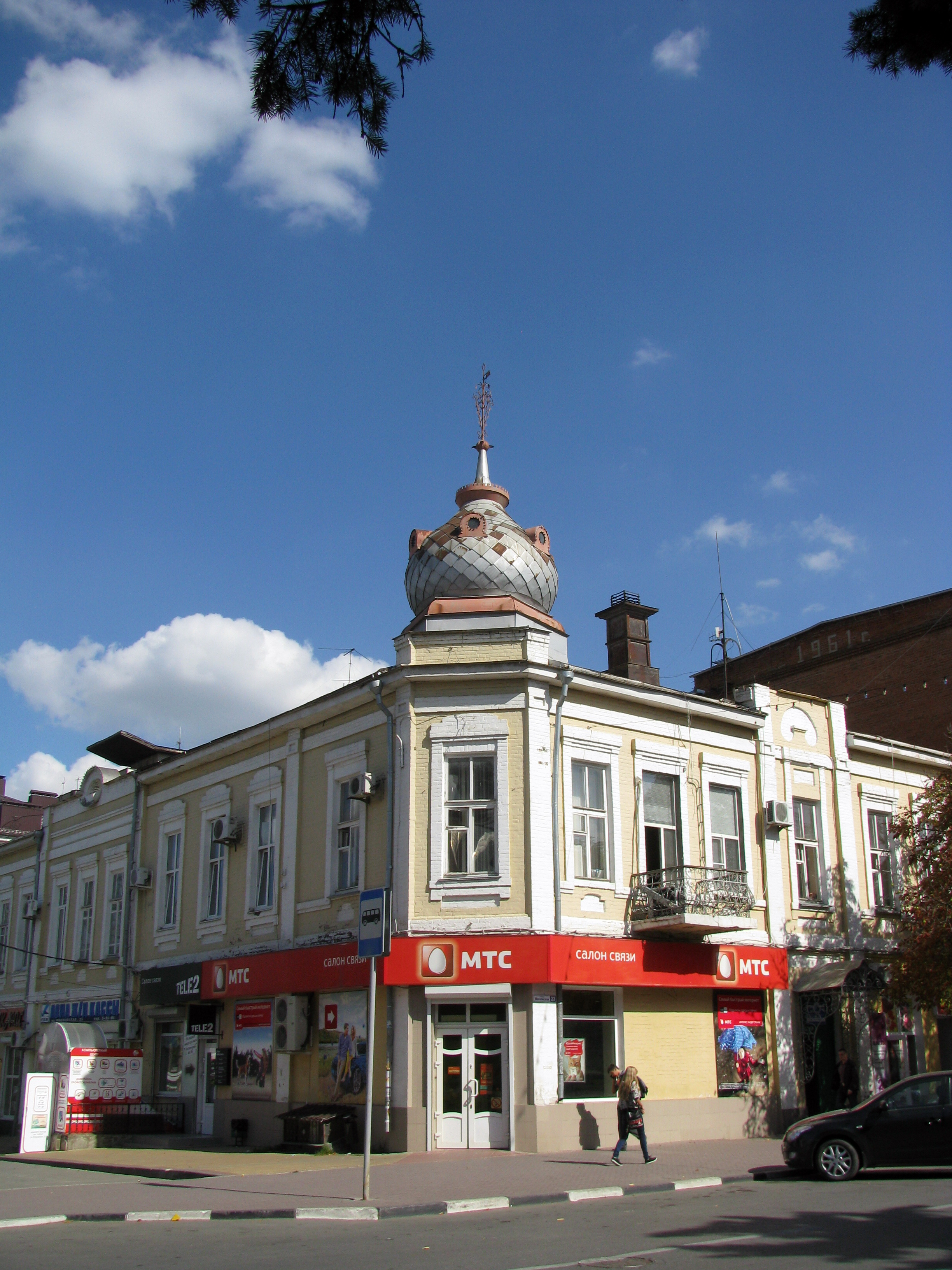
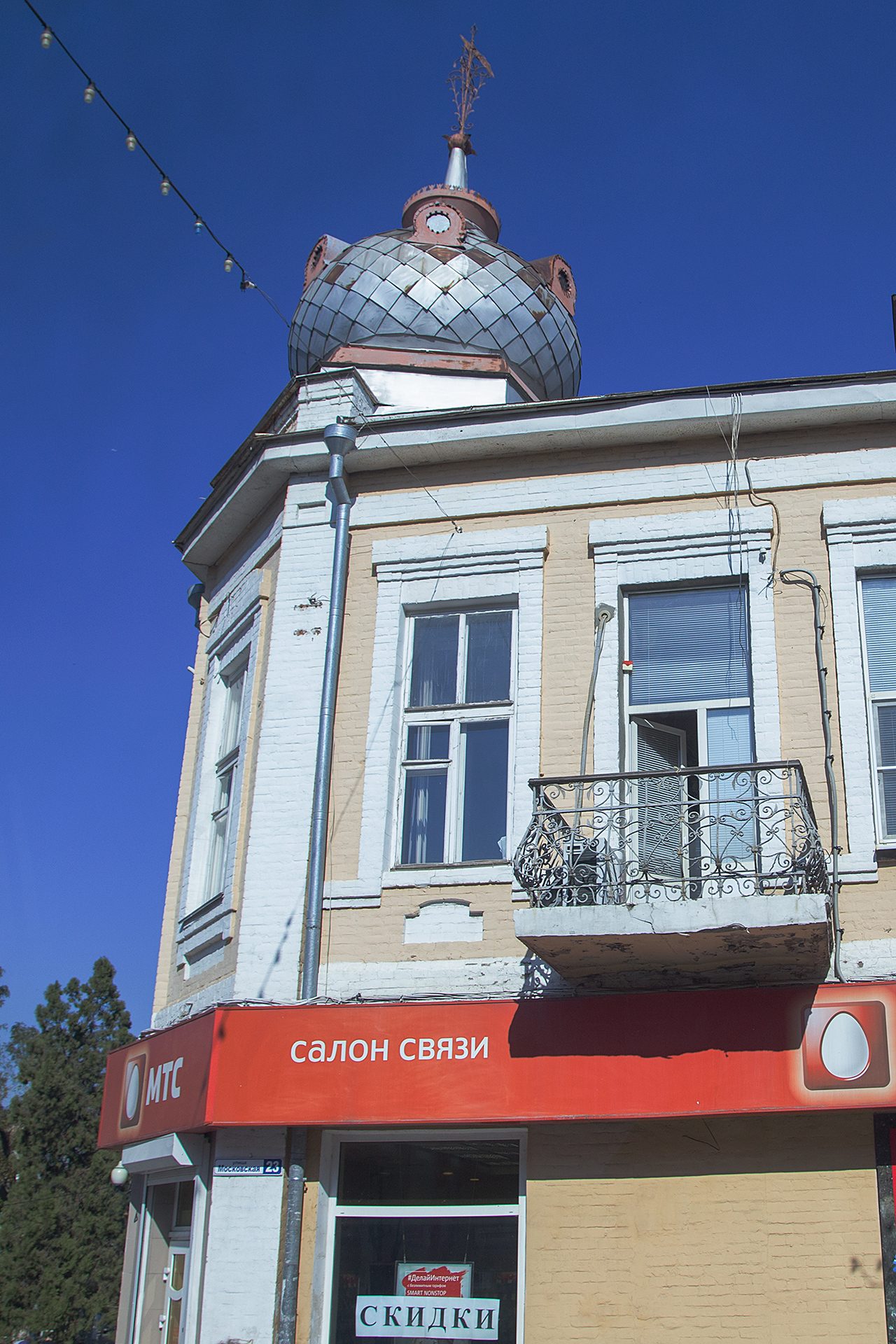